# 파이루즈
파이루즈(아랍어: فيروز, 영어: Fairuz, 1935년 11월 20일 ~ )는 레바논의 가수이다. 아랍 세계의 전설적인 가수로, 파이루즈의 노래들은 아랍 세계 전역에서 흔히 들린다.